# Kozlíček (Valerianella)
Kozlíček (Valerianella) je rod bylin s asi 80 druhy rozšířenými hlavně v Eurasii, Severní Americe a na severu Afriky. V České republice vyrůstají pouze jeho čtyři druhy.
Tento rod se tradičně řadil do čeledi kozlíkovitých. V současné molekulární taxonomii počínaje systémem APG II z roku 2003 jsou čeledi řádu štětkotvaré (Dipsacales) zredukovány na dvě a čeleď kozlíkovité stejně jako čeleď štětkovité (Dipsacaceae) byla vřazena do široce pojaté čeledi zimolezovité (Caprifoliaceae).

## Popis
Jednoleté rostliny (některé ozimé) s přímou lodyhou která může mít na bázi růžici listů či listy v hustě nahloučených přeslenech, výše je porostlá listy vyrůstajícími vstřícně. Lodyha se obvykle blízko od báze dichaziálně větví do více odboček a ty se dále vidličnatě rozdělují. Její lysé nebo roztroušeně brvité listy jsou celistvé, většinou celokrajné nebo mají u báze malý počet zubů nebo úkrojků, listy ve spodní části lodyhy mají čepele tvaru převážně kopisťovitého a v horní části bývají užší, kopinaté až čárkovité.
Oboupohlavné, poměrně malé květy bývají sestaveny do postranních hlávkovitých květenství, někdy vyrůstají také jednotlivě v úžlabí horních větví, listeny jsou někdy podobné horním listům. Vytrvalý, nenápadný kalich s 1 až 6 zuby je většinou asymetricky a někdy je i redukován. Drobná, nálevkovitá koruna s převážně krátkou trubkou je pravidelná a mívá barvu bílou až bleděmodrou. V květu jsou tři tyčinky s prodlouženými nitkami ukotvených v korunní trubce z níž prašníky vyčnívají. Trojdílný spodní semeník, s vajíčkem jen v jednou oddílu, nese čnělku s trojlaločnou bliznou. Plod je trojpouzdrá jednosemenná nažka, jedno fertilní pouzdro obsahuje semeno a dvě menší jsou sterilní. Vytrvalý suchý kalich často vytváří na zralé nažce zubatý nebo zvonkovitý lem.
Některé druhy kozlíčku jsou považovány za plevelné rostliny, jiných se využívá v počátku růstu k přípravě rozličných salátů bohatých na vitamíny. Odtud plyne i pojmenování rodu (anglicky) Cornsalad nebo (německy) Feldsalat.